# Idaea nudaria
Idaea nudaria là một loài bướm đêm trong họ Geometridae.